# 판스페르미아설
판스페르미아설(영어: panspermia)은 지구에 생존하는 생명체의 기원이 우주(지구 밖)에서 유입되었다는 가설이다. 배종발달설 또는 포자범재설이라고도 한다. 판스페르미아설은 지구에 존재하는 생명체의 기원을 설명할 수 있다고 하더라도 "생명체가 어떻게 탄생하게 되었는가?"에 대한 설명을 하지 못한다는 문제점을 가지고 있다.